# 新世界 (2020年电视剧)
《新世界》是2020年首播的中国大陆电视剧，是庆祝中华人民共和国成立七十周年国家广播电视总局优秀剧目展播劇目之一。由徐兵导演，孙红雷、张鲁一、尹昉、万茜、李纯、胡静等主演。2020年1月13日在北京卫视、东方卫视播出。